# روبان صورتی
روبان صورتی (به انگلیسی: Pink ribbon) یک باریکه پارچه‌ای صورتی رنگ، یا شکلی نمادین از روبانی صورتی است که با نماد بین‌المللی آگاهی‌بخش دربارهٔ سرطان سینه است. هدف این است که افراد نسبت به علائم و نشانه‌های سرطان پستان آگاه شوند. هر سال از ۱ تا ۳۱ اکتبر معادل با ۹ مهر تا ۹ آبان، ماه اطلاع‌رسانی جهانی سرطان پستان است.

## آمار جهانی
سرطان پستان شایع‌ترین نوع سرطان در بین زنان است و سالیانه بر زندگی ۲٫۱ میلیون زن در جهان تأثیر می‌گذارد.
آمار مربوط به کشور آمریکا نشان می‌دهد که از هر هشت زن یک نفر در طول زندگی خود به سرطان پستان مبتلا می‌شود. سرطان پستان همچنین اصلی‌ترین عامل مرگ‌ومیر ناشی از سرطان در زنان است. تخمین زده می‌شود که در سال ۲۰۱۸ تعداد ۶۲۷ هزار مرگ در اثر سرطان پستان رخ خواهد داد که تقریباً ۱۵٪ تمام مرگ‌های در اثر سرطان در زنان را شامل می‌شود.
در حالیکه میزان سرطان پستان در بین زنان در کشورهای توسعه یافته بیشتر است، ولی میزان آن تقریباً در تمام نقاط جهان در حال افزایش است و تخمین زده می‌شود که در سال ۲۰۳۰ میزان مرگ در اثر سرطان پستان به ۸۱۷ هزار نفر در سال برسد.

## آمار ایران
سرطان پستان شایع‌ترین نوع سرطان در بین زنان ایرانی است. سالیانه بیش از سه هزار زن در ایران در اثر این بیماری می‌میرند و تخمین زده می‌شود که تا سال ۲۰۳۰ این میزان به پنج هزار و پانصد مورد مرگ در سال برسد. مطالعات همچنین نشان داده‌اند که زنان ایرانی نسبت به زنان آمریکایی و اروپایی، در سنین پایین‌تری به سرطان پستان مبتلا می‌شوند. آگاهی از علائم سرطان پستان و همچنین انجام غربالگری از مهم‌ترین راهکارهای کنترل این بیماری هستند.

## بافت پستان
پستان بافتی است که بر روی عضلات قفسهٔ سینه قرار دارد و عملکرد اختصاصی آن در زنان تولید شیر است. پستان دارای بخش‌های زیر است:
- نوک پستان: به بخشی از پستان که برجسته است گفته می‌شود.
- آریولا: بخشی از پوست پستان که به صورت حلقه‌ای تیره رنگ در اطراف نوک پستان قرار دارد.
- لوبول‌ها: میلیون‌ها کیسه کوچکی که پس از تولد نوزاد، شیر تولید می‌کنند.
- مجراها: شیر از درون لوبول‌ها به مجراها تخلیه شده و از طریق آنها به سمت نوک پستان منتقل می‌شود.
- استروما: بافتی همبندی که در اطراف لوبول‌ها و مجراها وجود دارد و در میان بافت چربی پراکنده‌است.
پستان‌ها همچنین دارای عروق لنفاوی هستند که به سلول‌های اطراف آب و غذا می‌رسانند و به بدن در مبارزه با میکروب‌ها کمک می‌کنند. غدد لنفاوی ساختارهایی هستند که مایع لنف را از وجود میکروب‌ها پاک می‌کنند. بیشتر غدد لنفاوی پستان، در زیر بغل قرار دارند و عدم تشخیص به موقع سرطان پستان می‌تواند باعث درگیری غدد لنفاوی و گسترش سرطان از طریق سیستم لنفاوی در بدن شود.